# Heavy Metal Kids (альбом)
Heavy Metal Kids — первый одноимённый альбом лондонской рок-группы Heavy Metal Kids. Он был выпущен 14 марта 1974 года лейблом Mercury Records. Несмотря на название, на альбоме нет хеви-метала.

## Об альбоме
Альбом в то время не был похож на привычный глэм-рок, так как в треках были местами несколько тяжёлые баллады («We Gotta Go», «It’s the Same»), забойные рок-н-роллы («Rock’n’Roll Man»), и просто рок-номера, про которые можно сказать: — «Tough, gritty rockers!» («Hangin' On», «Always Plenty Of Women») — всего понемногу.
Несмотря на новаторское в то время звучание альбома, его продажи были низкими, отчасти, из-за своего названия.
Скорее всего, именно по той причине во время своего первого американского турне в начале 1975 года они сократили свое название до «The Kids». Под ним вскоре и вышел их второй альбом «Anvil Chorus».
Помимо актёра и певца Гари Холтона, в записи альбома приняли участие Ронни Томас на бас-гитаре, Кит Войс на ударных (pre-Savoy Brown), Микки Уоллер на гитаре, а также Денни Пейронел на клавишных, который позже станет участником рок-группы «UFO».
Диск также является единственной записью с гитаристом Микки Уоллером, который покинул группу в ноябре 1974 года.
Альбом был спродюсирован Дейвом Ди из знаменитой поп-группы 60-x «Dee, Dozy, Beaky, Mick & Tich».
Помимо альбома в том же году вышел сингл «It’s The Same». Со временем песня станет чуть ли не самой узнаваемой из репертуара «Heavy Metal Kids».

## Треклист
Слова и музыка всех песен — написаны Гари Холтоном.
| №  | Название          | Длительность |
| -- | ----------------- | ------------ |
| 1. | «Hangin' On»      | 3:05         |
| 2. | «Ain't It Hard»   | 3:00         |
| 3. | «It's the Same»   | 5:40         |
| 4. | «Run Around Eyes» | 2:57         |
| 5. | «We Gotta Go»     | 4:55         |

| №                   | Название                 | Длительность |
| ------------------- | ------------------------ | ------------ |
| 6.                  | «Always Plenty of Women» | 3:25         |
| 7.                  | «Nature of My Game»      | 3:55         |
| 8.                  | «Kind Woman»             | 4:28         |
| 9.                  | «Rock'n' Roll Man»       | 7:03         |
| 10.                 | «Reprise»                | 1:20         |
| Общая длительность: | Общая длительность:      | 40:15        |

## Участники записи
Heavy Metal Kids
- Гари Холтон — вокал
- Микки Уоллер — гитара, акустическая гитара в треке 3
- Денни Пейронел — клавишные, бэк-вокал в треке 3
- Ронни Томас — бас-гитара, бэк-вокал, кроме трека 3
- Кит Войс — ударные

Технический персонал
- Продюсер — Дэйв Ди
- Сведение — Джон Астли
- Фотографии — Алекс Хендерсон
- Инженеринг и проектирование — Фил Чепмен
- Дизайн — Джо Пентэгно